# فهرست پرندگان بومی دیرین‌شمالگان غربی
در زیر فهرستی از گونه‌های پرندگان بوم‌زاد با دامنه محدود موجود در منطقه پالئارکتیک غربی آمده است:
- سیاه‌خروس قفقازی
- کبک برفی قفقازی
- بادخورک دماغه سبز
- بادخورک تک‌رنگ (be)
- کبوتر لورل
- کبوتر بول
- کبوتر تروکاز
- عقاب شاهی اسپانیایی
- Cyprus scops owl
- چکاوک راسو
- سسک دماغه سبز
- Canary Islands chiffchaff
- سسک قبرسی
- Balearic warbler
- سسک مارمورا
- Tenerife goldcrest
- تاج‌آتشی مادیرا
- کمرکولی الجزایری
- کمرکولی کرسیکایی
- دم‌سرخ کوهی
- چک جزایر قناری
- چکچک قبرسی
- گنجشک ایاگو
- پیپت برتلوت
- سهره سرسیاه آزور
- نوک‌ضربدری اسکاتلندی
- سهره کرسیکایی
- قناری آتلانتیک
- Gran Canaria blue chaffinch
- سهره جنگلی آبی

بیشتر این گونه‌های محدودشده بومی جزایر ماکرونزی یا مدیترانه هستند، در حالی که سه گونه بومی منطقه قفقاز هستند.
افزودن بر این، گونه‌های زیر هم بوم‌زاد این منطقه هستند:
- کبک صخره
- کبک پاسرخ
- کبک بربری
- هوبره آفریقایی
- شبگرد گلوسرخ
- طاووسک غربی
- کاکایی مدیترانه‌ای
- کاکایی پازرد اروپایی (be)
- کاکایی اودوین (be)
- مرغ توفان اروپایی (be)
- مرغ توفان دمگاه‌نواری (be)
- مرغ توفان مونتیرو (be)
- مرغ توفان کیپ ورد (be)
- کبوتردریایی کوری (be)
- کبوتردریایی مدیترانه‌ای (be)
- کبوتردریایی دماغه سبز (be)
- کبوتردریایی بارولو
- کبوتردریایی بوید (be)
- کبوتردریایی شامی
- مرغ باران فی (be)
- مرغ باران دسترتاس (be)
- مرغ باران زینو (be)
- باکلان معمولی
- اکراس سرتاس شمالی
- کورکور حنایی
- پیغوی بزرگ (be)
- Maghreb owl
- دارکوب سرسرخ
- دارکوب سبز ایبری
- دارکوب سبز اروپایی
- Levaillant's woodpecker
- شاهین الئونورا (be)
- سنگ‌چشم خاکستری جنوبی
- چکاوک دوپون
- چکاوک مغربی
- سسک خوش‌آهنگ (be)
- سسک زیتونی غربی (be)
- سسک دمگاه‌زیتونی غربی (be)
- Iberian chiffchaff (be)
- سسک چشم‌سفید غربی (be)
- سسک تریسترم
- سسک ساردنی (be)
- Moltoni's warbler (be)
- سسک زیردارمرز غربی (be)
- سسک زیردارمرز شرقی (be)
- سسک عینکی (be)
- سسک دارتفورد
- زاغی ایبریایی
- زاغی مغربی
- چرخ‌ریسک کاکلی
- African blue tit
- تاج‌آتشی معمولی
- کمرکولی کروپر
- دارخزک انگشت‌کوتاه
- سار بی‌خال
- Atlas flycatcher
- دم‌سرخ موسیه
- Atlas wheatear (be)
- چکچک سیاه
- Maghreb wheatear
- چکچک دمگاه‌سرخ
- گنجشک ایتالیایی
- پیپت صخره‌ای اروپایی
- زلف‌قرمزی کوچک
- سهره زیتونی
- سهره دمگاه‌زرد اروپایی
- سهره دمگاه‌زرد سوری
- نوک‌ضربدری طوطی‌وار
- Sinai rosefinch
- زردپره گلوسیاه

(be) = بوم‌زادزادآور